# 锡祚宫

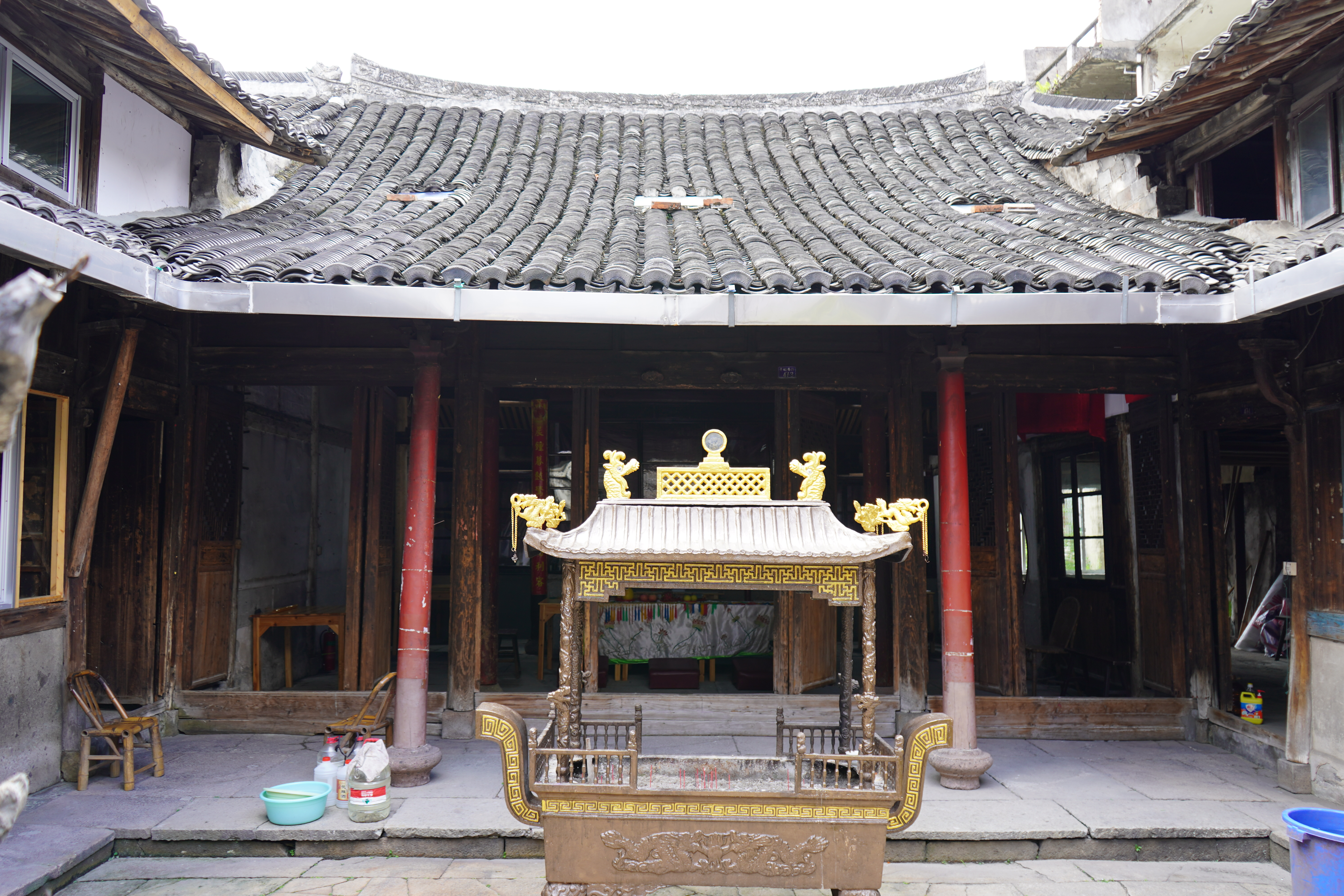
锡祚宫正殿

锡祚宫俗称瘟庙，位于中国浙江省台州市黄岩区西城街道锦江社区劳动南路47号，为奉祀温琼的庙宇，始建年代不详，今建筑重建于清同治年间，坐西朝东，原有三进两院，建筑物有山门及戏台、前殿、后殿、偏殿和厢房等，1985年因劳动南路拓宽拆去前院，现存后殿三间、两侧偏殿和厢房若干，2018年列入台州市第二批历史建筑。